# ラッツ&スター誕生!!
「ラッツ&スター誕生!!」（ラッツ&スターたんじょう）は、1983年7月1日に発売されたラッツ&スターの企画もののカセット・アルバム。

## 解説
文化放送の番組「ラッツ&スターのもしかして…」で放送されたギャグをもとに制作されたカセットテープのみの企画で、レコードやCDでの発売はされていない。
本作は2本組のカセットテープ仕様でTAPE-1は実質的にベスト・アルバム扱いとなっている。

## 収録曲
TAPE-1（32・6H-84）「シャネルズからラッツ&スターへ ラッツ&スター誕生!!」
SIDE A
1. ランナウェイ
2. トゥナイト
3. 街角トワイライト
4. ハリケーン
5. 涙のスウィート・チェリー
6. パシフィック（夏は罪つくり）
7. 夢見る16歳

SIDE B
1. ラブ・ミー・ドゥ
2. 憧れのスレンダー・ガール
3. サマー・ホリデー
4. もしかして、I love you
5. 週末ダイナマイト
6. 浮気なエンジェル
7. め組のひと／ラッツ&スター

TAPE-2（32・6H-85）「ラッツ&スターのもしかしたら…大放送!」
SIDE A
1. オープニング
2. 「友達よ泣くんじゃない」
3. 生録!スカイダイビング
4. 「三和シャッター 恋のうりこみ」
5. 熱血刑事
6. ナンパ編
7. 「ニコン サングラス」

SIDE B
1. 浦島太郎
2. 「エスキモー スマック・アイス」
3. 金は山分け
4. 電車のホームにて
5. 「ハウス ミート・グラタン」
6. ラッツ&スター危うし!